# リー・ヴァン・ヴェーレン
リー・ヴァン・ヴェーレン（Leigh M. Van Valen、1935年8月12日 - 2010年10月16日）はアメリカの進化生物学者である。
数多いヴァン・ヴェーレンの仕事の一つは、彼が発表し「ヴァン・ヴェーレンの法則」としても知られる「絶滅の法則」を説明するための赤の女王仮説の提唱（1973年）である。その法則は、生物の分類単位である科の絶滅する確率は一定であることを示している。それらのデータは1000種の化石を扱った10本の論文から集められた。
彼はまた、エルンスト・マイヤーの生物学的な種の定義に対して、1976年に生態学的な種の定義を行った。
1991年には、HeLa細胞（一般にはヒト子宮頸癌由来の培養細胞と考えられている）を新種の生物として定義することを提案し、Helacyton gartleri と命名した。
晩年はシカゴ大学生態学進化学部の教授として活動していたが、2010年に死去した。